# Списък с филмите на „Уорнър Брос“ (2020 – 2029)
Това е списък с филмите, които са продуцирани, копродуцирани, и/или разпространени от Уорнър Брос през 2020 – 2029 г.
- † символизира изданието чрез видео по поръчка.
- ‡ символизира стрийминг изданието ексклузивно чрез „Макс“ или друга стрийминг услуга.
- § символизира самостоятелното издание по кината и в „Макс“.
- * символизира стрийминг изданието чрез трета страна в стрийминг услуга.

## Издадени
| Премиера             | Заглавие                                                         | Бележки |
| -------------------- | ---------------------------------------------------------------- | --- |
| 7 февруари 2020 г.   | Хищни птици                                                      | копродукция с DC Films, LuckyChap Entertainment, Kroll & Co. Entertainment, и Clubhouse Pictures |
| 6 март 2020 г.       | Извън играта                                                     | копродукция с Bron Creative, Mayhem Pictures, Jennifer Todd Pictures, и Film Tribe |
| 15 май 2020 г.       | Скуби-Ду! †                                                      | копродукция с Warner Animation Group |
| 6 август 2020 г.     | Американска туршия ‡                                             | филм на Warner Max продуциран от Point Grey Pictures и Sony Pictures разпространен от HBO Max |
| 28 август 2020 г.    | Бил и Тед покоряват сцената                                      | единствено разпространение във Великобритания продуциран от Orion Pictures, United Artists Releasing, Hammerstone Studios, Dial 9, Dugan Entertainment и TinRes Entertainment                                                                |
| 3 септември 2020 г.  | Тенет                                                            | копродукция с Syncopy Inc. |
| 10 септември 2020 г. | Небременна ‡                                                     | филм на Warner Max продуциран от Berlanti Productions и Picturestart разпространен от HBO Max |
| 8 октомври 2020 г.   | Балтиморските крале ‡                                            | филм на Warner Max продуциран от Overbrook Entertainment разпространен от HBO Max |
| 16 октомври 2020 г.  | Облаци ‡                                                         | Единствено кредитиране копродуциран с Wayfarer Studios, Mad Chance Productions и La Scala Films разпространен от Disney+ |
| 22 октомври 2020 г.  | Вещиците ‡                                                       | Единствено международно разпространение копродуциран от Esperanto Filmoj, ImageMovers, и Necropia Entertainment разпространен от HBO Max в САЩ.                                                                                              |
| 26 ноември 2020 г.   | Суперинтелигентност ‡                                            | филм на Warner Max продуциран от New Line Cinema, Bron Creative, и On the Day Productions разпространен от HBO Max |
| 10 декември 2020 г.  | Нека говорят ‡                                                   | филм на Warner Max продуциран от Extension 765 разпространен от HBO Max |
| 25 декември 2020 г.  | Жената-чудо 1984 §                                               | копродукция с The Stone Quarry, DC Films, и Atlas Entertainment |
| 14 януари 2021 г.    | Локдаун ‡                                                        | копродукция с AGC Studios, Storyteller Productions разпространен от HBO Max |
| 29 януари 2021 г.    | Малките неща §                                                   | копродукция с Gran Via Productions |
| 12 февруари 2021 г.  | Юда и черният Месия §                                            | копродукция с MACRO, Bron Creative и Participant |
| 26 февруари 2021 г.  | Том и Джери §                                                    | копродукция с Warner Animation Group, Turner Entertainment и The Story Company |
| 18 март 2021 г.      | Лигата на справедливостта: Режисьорската версия на Зак Снайдър ‡ | копродукция с DC Films, Atlas Entertainment, и The Stone Quarry разпространен от HBO Max |
| 31 март 2021 г.      | Годзила срещу Конг §                                             | копродукция с Legendary Pictures |
| 23 април 2021 г.     | Mortal Kombat: Филмът §                                          | копродукция с New Line Cinema, Atomic Monster Productions, и Broken Road Productions |
| 14 май 2021 г.       | Те пожелаха смъртта ми §                                         | копродукция с New Line Cinema и Bron Studios |
| 4 юни 2021 г.        | Заклинанието 3: Демоничният убиец §                              | единствено разпространение продуциран от New Line Cinema, Atomic Monster Productions и The Safran Company |
| 4 юни 2021 г.        | Кон мечта                                                        | единствено разпространение във Великобритания продуциран от Cornerstone Films, Film4, Raw, Ingenious и Topic Studios |
| 11 юни 2021 г.       | Във висините §                                                   | копродукция с Likely Story, Endeavor Content и Scott Sanders Productions |
| 2 юли 2021 г.        | Без резки движения                                               | разпространен от HBO Max |
| 16 юли 2021 г.       | Космически забивки: Нови легенди §                               | копродукция с Warner Animation Group, Proximity и SpringHill Company |
| 5 август 2021 г.     | Отрядът самоубийци §                                             | копродукция с DC Films, Atlas Entertainment, The Safran Company, и Troll Court Entertainment |
| 20 август 2021 г.    | Игра на спомени §                                                | копродукция с FilmNation Entertainment, Kilter Films, и Michael De Luca Productions |
| 10 септември 2021 г. | Злокобен §                                                       | единствено разпространение продуциран от New Line Cinema и Atomic Monster Productions |
| 17 септември 2021 г. | Какво означава да си добър човек §                               | копродукция с Malpaso Productions |
| 1 октомври 2021 г.   | Светци на мафията §                                              | единствено разпространение продуциран от New Line Cinema, HBO Films и Chase Films |
| 21 октомври 2021 г.  | Дюн §                                                            | копродукция с Legendary Pictures и Villeneuve Films |
| 19 ноември 2021 г.   | Методът Уилямс §                                                 | копродукция с Overbrook Entertainment и Star Thrower Entertainment |
| 24 ноември 2021 г.   | 8-битова Коледа ‡                                                | продуциран от New Line Cinema и Star Thrower Entertainment разпространява се от HBO Max |
| 22 декември 2021 г.  | Матрицата: Възкресения §                                         | копродукция с Village Roadshow Pictures, Venus Castina Productions и Deutscher Filmförderfonds |
| 27 януари 2022 г.    | Болезнени последици ‡                                            | копродукция с Clear Horizon, SSS Entertainment, The Burstein Company, 828 Media Capital и Clear Media Finance разпространен от HBO Max |
| 10 февруари 2022 г.  | Кими ‡                                                           | продуциран от New Line Cinema разпространен от HBO Max |
| 25 февруари 2022 г.  | Херцогът                                                         | английско разпространение копродукция с Pathé, Ingenious Media, Neon Films и Screen Yorkshire |
| 4 март 2022 г.       | Батман                                                           | копродукция с DC Films и 6th & Idaho |
| 31 март 2022 г.      | Мечта за Марс ‡                                                  | копродукция с New Line Cinema, Berlanti/Schechter Films и Entertainment 360 разпространен от HBO Max |
| 11 април 2022 г.     | Навални                                                          | копродукция с Cottage M, Fishbowl Films, RaeFilm Studios, CNN Films и HBO Max |
| 15 април 2022 г.     | Фантастични животни: Тайните на Дъмбълдор                        | копродукция с Heyday Films |
| 15 април 2022 г.     | Операция „Дезинформация“                                         | единствено разпространение във Великобритания продуциран от Cohen Media Group, See-Saw Films, Archery Pictures, FilmNation Entertainment |
| 16 юни 2022 г.       | Бащата на булката ‡                                              | копродукция LD Entertainment и Plan B Entertainment; разпространен от HBO Max първият филм на Warner Bros., който е пуснат под Warner Bros. Discovery след сливането на WarnerMedia-Discovery.                                               |
| 24 юни 2022 г.       | Елвис                                                            | копродукция с Bazmark Films и The Jackal Group |
| 29 юли 2022 г.       | DC Лигата на супер-любимците                                     | копродукция с Warner Animation Group, DC Entertainment и Seven Bucks Productions |
| 23 септември 2022 г. | Не се тревожи, скъпа                                             | копродукция с New Line Cinema и Vertigo Entertainment |
| 21 октомври 2022 г.  | Черния Адам                                                      | единствено разпространение продуциран от New Line Cinema, DC Films, Seven Bucks Productions и FlynnPictureCo. |
| 17 ноември 2022 г.   | Коледна история по Коледа                                        | копродукция с Legendary Pictures, Wild West Picture Show Productions, Toberoff Productions и Turner Entertainment разпространен от HBO Max                                                                                                   |
| 18 ноември 2022 г    | Bones and All                                                    | международно разпространение единствено извън Италия продуциран от Metro-Goldwyn-Mayer, The Apartment Pictures, 3 Marys Entertainment, Wise Pictures, Memo Films, Tenderstories, Ela Film, Serfis, Immobiliare Manila и Frenesy Film Company |
| 24 ноември 2022 г.   | Коледа в хармония ‡                                              | копродукция с ESX Entertainment разпространен от HBO Max |
| 24 ноември 2022 г.   | Коледна мистерия ‡                                               | копродукция с ESX Entertainment разпространен от HBO Max |
| 1 декември 2022 г.   | Холивудска Коледа ‡                                              | копродукция с ESX Entertainment разпространен от HBO Max |
| 13 януари 2023 г.    | Домашно парти                                                    | копродукция с New Line Cinema и SpringHill Company |
| 10 февруари 2023 г.  | Професия: Стриптийзьор 3                                         | копродукция с Free Association |
| 24 февруари 2023 г.  | Приключението на мумиите                                         | копродукция с 4 Cats Pictures, Anangu Grup и Moomios Movie AIE |
| 3 март 2023 г.       | Крийд 3                                                          | единствено международно разпространение продуциран от New Line Cinema, Metro-Goldwyn-Mayer, Balboa Productions, Chartoff-Winkler Productions и Proximity Media                                                                               |
| 17 март 2023 г.      | Шазам: Яростта на боговете                                       | копродукция с New Line Cinema, DC Studios и Mad Ghost Productions |
| 5 април 2023 г.      | Въздушния                                                        | единствено международно разпространение копродукция с Amazon Studios, Skydance Sports, Artists Equity и Mandalay Pictures |
| 21 април 2023 г.     | Злите мъртви: Пробуждане                                         | копродукция с New Line Cinema и Ghost House Pictures |
| 16 юни 2023 г.       | Светкавицата                                                     | копродукция с DC Studios, The Disco Factory и Double Dream |
| 21 юли 2023 г.       | Барби                                                            | копродукция с Mattel Films, LuckyChap Entertainment и Heyday Films |
| 4 август 2023 г.     | Мега звяр 2: Падината                                            | копродукция с Gravity Pictures, Flagship Entertainment и Di Bonaventura Pictures |
| 18 август 2023 г.    | Синия бръмбар                                                    | копродукция с DC Studios, Atlas Entertainment и The Safran Company |
| 8 септември 2023 г.  | Монахинята 2                                                     | единствено разпространение; копродукция с New Line Cinema, Atomic Monster Productions и The Safran Company |
| 15 декември 2023 г.  | Уонка                                                            | копродукция с Heyday Films |
| 20 декември 2023 г.  | Аквамен и изгубеното кралство                                    | копродукция с DC Studios, Atomic Monster Productions и The Safran Company |
| 25 декември 2023 г.  | Пурпурен цвят                                                    | копродукция с Amblin Entertainment, Harpo Films и Scott Sanders Productions |
| 1 март 2024 г.       | Дюн: Част втора                                                  | копродукция с Legendary Entertainment и |
| 29 март 2024 г.      | Годзила и Конг: Новата империя                                   | световно разпространие, включително за Япония; опродукция с Legendary Pictures |
| 26 април 2024 г.     | Претендентите                                                    | международно разпространение, продуциран от Metro-Goldwyn-Mayer и Pascal Pictures |
| 2 май 2024 г.        | Само костенурки ‡                                                | копродукция с New Line Cinema и Temple Hill Entertainment; разпространява се от Макс |
| 24 май 2024 г.       | Фюриоза: Сага за „Лудия Макс“                                    | копродукция с Village Roadshow Pictures, Kennedy Miller Mitchell и Domain Entertainment |
| 29 май 2024 г.       | Сянката на командира                                             | единствено разпространение; продуциран от Access Entertainment, HBO Documentary Films, Snowstorm Productions, New Mandate Films и Creators, Inc.                                                                                             |
| 6 юни 2024 г.        | Am I OK? ‡                                                       | коразпространен единствено с Max; продуциран от Gloria Sanchez Productions, Picturestart, TeaTime Pictures и Something Fierce Productions |
| 7 юни 2024 г.        | Наблюдателите                                                    | единствено разпространение; продуциран от New Line Cinema, Blinding Edge Pictures и Inimitable Pictures |
| 28 юни 2024 г.       | Хоризонт: Американска сага – Част 1                              | единствено разпространение в САЩ; продуциран от New Line Cinema и Territory Pictures |
| 19 юли 2024 г.       | Туистърс                                                         | единствено международно разпространение; копродукция с Universal Pictures, Amblin Entertainment и The Kennedy/Marshall Company |
| 2 август 2024 г.     | Капанът                                                          | копродукция с Blinding Edge Pictures |
| 23 август 2024 г.    | Мигни два пъти                                                   | единствено международно разпространение; продуциран от Metro-Goldwyn-Mayer, Free Association, FilmNation Entertainment, Bruce Cohen Productions и Redrum                                                                                     |
| 6 септември 2024 г.  | Бийтълджус Бийтълджус                                            | копродукция с Plan B Entertainment и Tim Burton Productions |
| 21 септември 2024 г. | Super/Man: The Christopher Reeve Story                           | единствено коразпространение с DC Studios, HBO, CNN Films и Max; продуциран от Words + Pictures, Passion Pictures, Misfits Entertainment и Jenco Films                                                                                       |
| 3 октомври 2024 г.   | Сейлъмс Лот ‡                                                    | копродукция с New Line Cinema, Atomic Monster, Vertigo Entertainment и Wolper Organization; разпространява се от „Макс“ |
| 4 октомври 2024 г.   | Жокера: Лудост за двама                                          | копродукция с Village Roadshow Pictures, DC Films, Bron Creative и Joint Effort |
| 10 октомври 2024 г.  | Езерото Кадо ‡                                                   | копродукция с New Line Cinema и Blinding Edge Pictures; разпространява се от „Макс“ |
| 1 ноември 2024 г.    | Съдебен заседател №2                                             | копродукция с Dichotomy, Gotham Group и Malpaso Productions |
| 6 ноември 2024 г.    | Код: Червено                                                     | единствено международно разпространение; продуциран от Amazon MGM Studios, Seven Bucks Productions, The Detective Agency и Chris Morgan Productions                                                                                          |
| 28 ноември 2024 г.   | Любовници ‡                                                      | копродукция с New Line Cinema и Picturestart; разпространява се от „Макс“ |
| 13 декември 2024 г.  | Властелинът на пръстените: Войната на Рохиримите                 | копродукция с New Line Cinema, Warner Bros. Animation и Sola Entertainment |
| 31 януари 2025 г.    | Спътници                                                         | единствено разпространение; продуциран от New Line Cinema, Vertigo Entertainment и BoulderLight Pictures |
| 7 март 2025 г.       | Мики 17                                                          | копродукция с Offscreen, Kate Street Picture Company и Plan B Entertainment |
| 21 март 2025 г.      | Alto Knights                                                     | копродукция с Winkler Films |
| 4 април 2025 г.      | Майнкрафт: Филмът                                                | копродукция с Mojang Studios, Legendary Pictures, Vertigo Entertainment и Domain Entertainment |
| 18 април 2025 г.     | Грешници                                                         | копродукция с Proximity Media |
| 25 април 2025 г.     | Счетоводителят 2                                                 | единствено разпространение в световен мащаб; продуциран от Amazon MGM Studios, Metro-Goldwyn-Mayer, Artists Equity, Zero Gravity Management и 51 Entertainment                                                                               |
| 16 май 2025 г.       | Последен изход: Наследство                                       | копродукция с New Line Cinema и Practical Pictures |
| 27 юни 2025 г.       | Ф1                                                               | единствено разпространение; продуциран от Apple Studios, Monolith Pictures, Jerry Bruckheimer Films, Plan B Entertainment и Dawn Apollo Films                                                                                                |
| 11 юли 2025 г.       | Супермен                                                         | единствено разпространение; продуциран от DC Studios, Troll Court Entertainment и The Safran Company |

## Предстоящи
| Пускане              | Заглавие                                                     | Бележки |
| -------------------- | ------------------------------------------------------------ | --- |
| 8 август 2025 г.     | Оръжия                                                       | единствено разпространение; продуциран от New Line Cinema, BoulderLight Pictures и Vertigo Entertainment          |
| 5 септември 2025 г.  | Заклинанието 4: Последно причастие                           | единствено разпространение в САЩ; продуциран от New Line Cinema, Atomic Monster и The Safran Company              |
| 26 септември 2025 г. | Битка след битка                                             | копродукция с Ghoulardi Film Company                                                                              |
| 24 октомври 2025 г.  | Mortal Kombat 2                                              | единствено разпространение; продуциран от New Line Cinema, Atomic Monster и Broken Road Productions               |
| 13 февруари 2026 г.  | Брулени хълмове                                              | копродукция с MRC и LuckyChap Entertainment                                                                       |
| 27 февруари 2026 г.  | Котката с шапка                                              | копродукция с Warner Bros. Pictures Animation и Dr. Seuss Enterprises                                             |
| 6 март 2026 г.       | Булката!                                                     | копродукция с Pie Films, First Love Films и Pilot Productions                                                     |
| 17 април 2026 г.     | Мумията                                                      | единствено разпространение; продуциран от New Line Cinema, Blumhouse Productions, Atomic Monster и Doppelgängers  |
| 1 май 2026 г.        | Animal Friends                                               | единствено разпространение; продуциран от Legendary Entertainment, Maximum Effort и Prime Focus                   |
| 26 юни 2026 г.       | Супергърл                                                    | единствено разпространение; продуциран от DC Studios                                                              |
| 24 юли 2026 г.       | Evil Dead Burn                                               | единствено разпространение в Северна Америка; копродукция с New Line Cinema, Sony Pictures и Ghost House Pictures |
| 14 август 2026 г.    | Flowervale Street                                            | копродукция с Bad Robot и Jackson Pictures                                                                        |
| 11 септември 2026 г. | Clayface                                                     | единствено разпространение; продуциран от DC Studios и 6th & Idaho                                                |
| 23 октомври 2026 г.  | Remain                                                       | копродукция с Blinding Edge Pictures                                                                              |
| 18 декември 2026 г.  | Месията на Дюн                                               | копродукция с Villeneuve Films и Legendary Entertainment                                                          |
| 26 март 2027 г.      | Неозаглавено продължение на „Годзила и Конг: Новата империя“ | световно разпространение освен Япония; копродукция с Legendary Entertainment и Toho                               |
| 23 юли 2027 г.       | Bad Fairies                                                  | копродукция с Warner Bros. Pictures Animation и Locksmith Animation                                               |
| 1 октомври 2017 г.   | Неозаглавено продължение на „Батман“                         | единствено разпространение; продуциран от DC Studios, 6th & Idaho и Dylan Clark Productions                       |
| 5 ноември 2027 г.    | Марджи Клаус                                                 | копродукция с Warner Bros. Pictures Animation и On the Day Productions                                            |
| 30 юни 2028 г.       | Dynamic Duo                                                  | единствено разпространение; продуциран от DC Studios, Warner Bros. Pictures Animation, Swaybox и 6th & Idaho      |